# Caracoris
Caracoris is een geslacht van wantsen uit de familie van de Miridae (Blindwantsen). Het geslacht werd voor het eerst wetenschappelijk beschreven door Schwartz in 1989.

## Soorten
Het genus is monotypisch en bevat alleen de volgende soort:

- Caracoris nigropunctatus Schwartz, 1989